# 少林英雄
《少林英雄》是河南卫视斥资5000万与嵩山少林寺联合推出的一档儿童户外真人秀節目，数名自世界各地的小娃娃在少林寺集体剃度，体验在少林寺的出家生活。节目意在培养孩子们的独立自主能力和独立人格，塑造其强健体魄。所以该节目既是一档综艺节目，也是一个文化教育节目。该节目亦是少林寺官方参与的首檔真人秀类栏目。

## 节目介绍
少林寺不僅为《少林英雄》节目廣開寺門，还同意節目組搭建宿舍，并為参与节目的孩子们剃度起法號，又委派少林寺的延岑、延弘兩位高僧教授孩子們功夫和寺規。孩子们在少林寺进行两个月的封闭训练中，同少林僧人同吃同住，不仅要学习少林门矩，还要对少林功夫及少林的禅、医、武等文化进行学习，可谓文武兼修。

## 首季萌娃
| 成员   | 法号   | 年齡 | 特色       |
| 李淑昕 | 释小淑 | 10   | 霸氣大姊   |
| 李琥   | 释小琥 | 9    | 農村娃     |
| 王玺翔 | 释小翔 | 8    | 小吳亦凡   |
| 迷你彬 | 释小彬 | 9    | 霸道暖男   |
| 卢柚希 | 释小沄 | 4    | 呆萌公主   |
| 王维浩 | 释小王 | 5    | 東北小王子 |
| 伊家乐 | 释小乐 | 7    | 混世小魔王 |
| 拉扣   | 释小扣 | 6    | 黑豹小旋風 |
| 聂子涵 | 释小涵 | 7    | 小武癡     |

## 主要嘉宾
- 于荣光（總教頭）
- 倪虹洁（教頭）
- 赵文卓（教頭）
- 一龙（武僧）
- 釋小松（特邀導師）

## 合作武僧
- 延海
- 延岑
- 延波
- 延咨

## 外部連結
- 少林英雄的新浪微博